# Simone Venier
Pour les articles homonymes, voir Venier.
Simone Venier, né le 26 août 1984 à Latina, est un rameur italien.

## Biographie
Simone Venier participe à l'épreuve de quatre de couple lors de deux Jeux olympiques d'été.
Il se classe dixième aux Jeux olympiques d'été de 2004 à Athènes et remporte la médaille d'argent aux Jeux olympiques d'été de 2008 à Pékin, avec Luca Agamennoni, Simone Raineri et Rossano Galtarossa.
Il est médaillé de bronze en deux de couple aux Jeux méditerranéens de 2018.